# 8 Mile
『8 Mile』（エイトマイル、原題: 8 Mile）は、2002年のアメリカ合衆国のミュージカルドラマ映画。カーティス・ハンソン監督。デトロイトを舞台にした、エミネムの半自伝的な作品で、彼の初劇場主演作である。当初はアイドル映画だろうと揶揄されていたが、真摯なストーリー、トレードマークの染め上げた金髪を本来のダークグレイにして主人公を演じきった。主題歌「ルーズ・ユアセルフ (Lose Yourself)」は2002年度アカデミー歌曲賞を受賞した。

## ストーリー
かつて隆盛を極めたアメリカの自動車産業が、もはや没落した1995年（ラストベルト）。ミシガン州デトロイトには都市と郊外を隔てる境界線がある。「8マイル・ロード」。この道路は富裕層と貧困層、そして白人と黒人とを分けるラインになっている。
母と妹とトレーラーハウスで暮らす白人青年B・ラビットこと、ジミー・スミスJr.（エミネム）。ガールフレンドと別れ、アパートを追い出された彼は母親宅に転がり込むが、トレイラー・パークに住む母親のステファニー（キム・ベイシンガー）は呑んだくれで、ジミーのハイスクール時代の上級生に骨抜きにされ、仕事も行かない。通勤中もリリックを綴るジミーの夢は得意のラップで成功し、いつかこの貧困や犯罪とは縁のない、8マイルの向こう側に行くこと。しかし「ラップは黒人のもの」という世間の先入観やプレッシャーから、友人達の猛烈な後押しもむなしく、シェルターで行われるMCバトルに勝ち残ることができない。
そんなある日、アルバイト先のプレス工場でファッションモデルを夢見るアレックス（ブリタニー・マーフィ）に出会う。彼女もまた8マイルを越えたいと願う人間で、二人は恋に落ちる。だが、成り上がりたい一心のアレックスは別の男と関係を持ち、ジミーは絶望を味わう。それぞれの思いが交錯する中、暴力、裏切り、貧困を乗り越えるため、ジミーはマイクを握る。

## キャスト
※括弧内は日本語吹替
- ジミー・スミスJr. - エミネム（加瀬康之）
- アレックス - ブリタニー・マーフィ（魏涼子）
- ステファニー・スミス - キム・ベイシンガー（小金澤篤子）
- リリー・スミス - クロエ・グリーンフィールド
- デヴィッド・“フューチャー”・ポーター - メキ・ファイファー（江川央生）
- チェダー・ボブ - エヴァン・ジョーンズ（小森創介）
- ソル・ジョージ - オマー・ベンソン・ミラー（奈良徹）
- ウィンク - ユージン・バード（伊藤健太郎）
- パパ・ドク - アンソニー・マッキー（内田夕夜）
- ジャニーン - タリン・マニング（朴璐美）
- グレッグ - マイケル・シャノン（咲野俊介）